# Срібноцвіт
Срібноцвіт також аргірантемум (Argyranthemum) — рід рослин із родини айстрових, що ендемічний для Макаронезії, а саме Канарських островів, архіпелагів Мадейра та Селваженш. В Україні по квітниках росте один інтродукований вид — срібноцвіт кущовий (Argyranthemum frutescens (L.) Sch.Bip.) — це найбільш відома декоративна рослина з цього роду.

## Біоморфологічна характеристика
Це напівкущі чи кущі 10–80(150) см заввишки. Стебла зазвичай 1, від лежачих до прямовисних, зазвичай розгалужені, голі (іноді волохаті). Листки переважно стеблові, чергові, на ніжках або сидячі; пластини ± оберненояйцеподібні (іноді від довгастих до ланцетоподібних або лінійних), (0,1)2–3-перисто-лопатеві (частки від клиноподібних до лінійних), кінцеві краї зубчасті (іноді цілі), поверхні голі (іноді волохаті). Квіткові голови поодинокі або у відкритих суцвіттях. Філарії стійкі, 28–45 + у 3–4-х серіях. Язичкових (променевих) квіточок 12–35+, маточкові, родючі; віночки зазвичай білі, іноді жовті або рожеві. Дискових квіточок (50)80–150+, двостатеві, родючі; віночки жовті (іноді червоні, пурпурові). Плоди диморфні: зовнішні (променеві) 3-кутні, кожен кут зазвичай ± крилатий; внутрішні (дискові) стиснено-призматичні (± квадратні, іноді 2 кутові крилаті). Папусів 0. x = 9.

## Види
Рід містить ≈ 24 види:
1. Argyranthemum adauctum(інші мови) (Link) Humphries
2. Argyranthemum broussonetii(інші мови) (Pers.) Humphries
3. Argyranthemum callichrysum(інші мови) (Svent.) Humphries
4. Argyranthemum coronopifolium(інші мови) (Willd.) Webb
5. Argyranthemum dissectum (Lowe) Lowe
6. Argyranthemum escarrei(інші мови) (Svent.) Humphries
7. Argyranthemum filifolium(інші мови) (Sch.Bip.) Humphries
8. Argyranthemum foeniculaceum(інші мови) (Willd.) Webb ex Sch.Bip.
9. Argyranthemum frutescens (L.) Sch.Bip.
10. Argyranthemum gracile(інші мови) Sch.Bip.
11. Argyranthemum haematomma (Lowe) Lowe
12. Argyranthemum haouarytheum(інші мови) Humphries & Bramwell
13. Argyranthemum hierrense(інші мови) Humphries
14. Argyranthemum lemsii(інші мови) Humphries
15. Argyranthemum lidii(інші мови) Humphries
16. Argyranthemum maderense(інші мови) (D.Don) Humphries
17. Argyranthemum pinnatifidum (L.f.) Webb
18. Argyranthemum sundingii(інші мови) L.Borgen
19. Argyranthemum sventenii(інші мови) Humphries & Aldridge
20. Argyranthemum tenerifae(інші мови) Humphries
21. Argyranthemum thalassophilum (Svent.) Humphries
22. Argyranthemum vincentii(інші мови) Santos & Feria
23. Argyranthemum webbii(інші мови) Sch.Bip.
24. Argyranthemum winteri(інші мови) (Svent.) Humphries